# Hjørnetårn
Hjørnetårne var forsvarstårne, der blev opført i hjørnerne af borge eller fæstninger.

## Formål
Der er fremsat to idéer om formålet med – eller værdien af – hjørnetårne i middelalderlige fæstninger:
- Hjørnerne i en middelalderlig fæstning var svage punkter, fordi de var lettere at angribe og vanskeligere at forsvare end resten af murene. Derudover var fjendtlige soldater, der nåede toppen af murene ved hjørnerne, beskyttet ved det sted, hvor murene mødtes, hvilket gjorde det sværere at trænge dem tilbage. Fæstningens hjørnetårne blev derfor opført for at imødegå denne sårbarhed.
- Hjørnetårne muliggjorde enfilade-ild (beskydnings langs muren) mod angribende styrker langs tilstødende mure. Dette tvang angriberne til at koncentrere noget af deres styrke mod selve hjørnetårnene, hvor de lettere kunne bekæmpes.[1]

Tårne, der blev opført i fæstningers hjørner, var normalt større og højere end andre tårne. Ved foden af disse tårne fandtes forsvarsværker såsom grøfter, hegn og nogle gange fremskudte forter eller bastioner.
Hjørnetårne kan ses på bymurene omkring Paris på både Filip 2. August Mur (Tour du coin (Louvre), Tour de Nesle og fr (Tour Barbeau)), og Karl 5.'s Mur (fr (Tour du Bois)), i byen Carcassonne, i Château de Pierrefonds og i fæstningen Bastillen.

## I arkitekturen
I arkitekturen for ikke-forsvarsmæssige bygninger, såsom kirker og teaterbygninger, er et hjørnetårn ethvert tårn, der stikker opad fra hjørnet mellem to mure og som normalt ikke har egne vægge under taget. Andre tårne er typisk forbundet til bygningen via én mur.